# Ich
In de theorieën van Sigmund Freud is het Ich, ook het ego genoemd, het regulerend deel van de persoonlijkheid dat zich al gauw na de geboorte gaat ontwikkelen. Het is dat deel van de persoonlijkheid dat via perceptie in contact staat met de buitenwereld. Het herinnert, evalueert, plant, en reageert en handelt in de omringende fysieke en sociale wereld.
De buitenwereld veroorzaakt ondanks de verzorging en bescherming frustraties bij de zuigeling omdat bepaalde externe doelstellingen niet worden aanvaard als bevredigingsobjecten voor de impulsen uit het Es. Dit leidt tot een omvorming van het irrationele Es-gedrag tot het meer rationele Ich-gedrag.
Het Ich heeft als taak te zorgen voor het zelfbehoud van het individu. Het speelt een bemiddelende rol tussen de wereld, die eisen stelt op het gebied van de sociale aanpassing en het Es dat naar onmiddellijke bevrediging streeft. Met andere woorden het Ich vertegenwoordigt het realiteitsprincipe. Het Ich is realistisch, redeneert en controleert de driften door hun bevrediging uit te stellen, af te remmen of te oriënteren naar aanvaardbare doelstellingen.
Sigmund Freud maakt volgende vergelijking: de ruiter, het Ich, toomt het paard, het Es, in. Het is dus onvermijdelijk dat het Ich in conflict zal komen met het Es.
Omdat het 'Ich' optreedt als bemiddelaar tussen Es en Über-ich wordt het afgebeeld als zijnde half in het bewuste, voor een kwart in het voorbewuste, en voor een ander kwart in het onbewuste. Het Ich-gedrag, de interactie met de buitenwereld, situeert zich op het bewuste niveau. Het Ich beschikt over een hele reeks mechanismen om de driften binnen bepaalde grenzen te kanaliseren; de verdedigingsmechanismen van het Ich. Het blijft zich het hele leven ontwikkelen, vooral in situaties waarin er sprake is van dreiging, ziekte of moeilijke levensomstandigheden. 
Een uitingsvorm van het ego is egodystonie.